# HD35448
HD35448 є хімічно пекулярною зорею спектрального класу
F7 й має видиму зоряну величину в смузі V приблизно  9,7.